# Anklag-Akte
Die Anklag-Akte gegen Martin Reichard und 332 Consorten wurde für den Kgl. Bayer. General-Staatsprokurator der Pfalz erstellt, um die hochverratsverdächtigten Teilnehmer des Pfälzischen Aufstands 1849 vor Gericht zu stellen.
Der vollständige Titel lautet: Anklag-Akte, errichtet durch die K. General-Staatsprokuratur der Pfalz, nebst Urtheil der Anklagekammer des K. Appellationsgerichtes der Pfalz in Zweibrücken vom 29. Juni 1850, in der Untersuchung gegen Martin Reichard, entlassener Notär in Speyer, und 332 Consorten, wegen bewaffneter Rebellion gegen die bewaffnete Macht, Hoch- und Staatsverraths etc. Sie umfasst 290 Seiten und wurde 1850 bei Ritter in Zweibrücken gedruckt.

## Vorgeschichte
Der Aufstand in der bayerischen Pfalz dauerte vom 2. Mai bis 19. Juni 1849. Am 2. Mai wurde beschlossen, einen zehnköpfigen Landesausschuss zur Verteidigung und Durchführung der Reichsverfassung (kurz: Landesverteidigungsausschuß) einzurichten. Am 17. Mai stimmte eine Versammlung von 28 Vertretern der pfälzischen Kantone in Kaiserslautern mit knapper Mehrheit (15:13 Stimmen) für die Errichtung einer fünfköpfigen provisorischen Regierung unter der Führung des Notars Joseph Martin Reichard. Diese Regierung bekannte sich zur Reichsverfassung und bereitete die endgültige Trennung von Bayern vor. Somit löste sich, wenn auch nur für wenige Wochen, die Rheinpfalz von der bayerischen Herrschaft. Am 18. Mai 1849 wurde ein Bündnis mit der Badischen Republik geschlossen.
Am 11. Juni 1849 überschritt die preußische Armee bei Kreuznach unangefochten die pfälzische Grenze. Bei Kirchheimbolanden kam es am 14. Juni zu einem Gefecht mit rheinhessischen Volkswehren, die aber letztlich alle getötet oder gefangen genommen wurden. Die schlecht bewaffneten revolutionären Truppen waren den Preußen hoffnungslos unterlegen. Widerstand wurde so gut wie nicht geleistet. Zudem wurde deutlich, dass der Pfälzer Aufstand mit zunehmendem Radikalismus keine breite Unterstützung mehr in der Landbevölkerung besaß. Am 14. Juni 1849 floh die provisorische Regierung. Mit dem Gefecht von Ludwigshafen am 15. Juni und dem Gefecht bei Rinnthal am 17. Juni 1849 waren die Kämpfe auf pfälzischem Boden beendet.
Neben diesen Kampfhandlungen kam es im Juni zu zwei bewaffneten Zügen, bei denen die Orte Steinfeld und Gossersweiler von ihren Nachbarorten überfallen wurden.

## Die Anklag-Akte

### Inhalt
Die Anklag-Akte wurde vom ersten Staatsanwalt Ludwig Schmitt (1810–1871) erstellt. Sie enthält die Namen von 333 Revolutionären. Das beigebundene Verweisungs-Urtheil umfasst 125 Seiten und enthält noch 71 weitere Namen. Schmitt teilte die 333 Hochverratsverdächtigten für ein effizientes Verfahren in 24 Gruppen ein. Grundlage waren die Paragraphen des in der Pfalz gültigen, französischen Code pénal von 1810. Angeklagt wurde wegen bewaffneter Rebellion gegen die bewaffnete Macht, Hoch- und Staatsverraths etc.
Die 71 Verweisungsurteile verweisen drei Personen direkt an das Schwurgericht und 38 Angeklagte an die Zuchtpolizeigerichte, 30 Verfahren werden eingestellt und die unverzügliche Entlassung der Betroffenen angeordnet.
Joseph Martin Reichard, der Namensgeber der Akte erhielt als Präsident und Kriegsminister der aufständischen Pfalz die Nummer 3 in der Anklag-Akte.

### Einteilung in Gruppen
- 1. Gruppe, Nr. 1–8: Mitglieder der Provisorische Regierung und des Landesverteidigungsausschuß
- 2. Gruppe, Nr. 9–15: 7 der 15 Kantonsvertreter vom 17. Mai 1849 (die anderen nehmen aktiv an der Revolution teil)[3]
- 3.–6. Gruppe, Nr. 16–35
- 7. Gruppe, Nr. 36: Ferdinand Weber, Freikorpsmitglied[4]
- 8. Gruppe, Nr. 37–111
- 9. Gruppe, Nr. 112–124: Zivilkommissäre und andere Personen
- 10. Gruppe, Nr. 125–171: Rheinhessisches Bataillon
- 11. Gruppe, Nr. 172–200: militärische Führung
- 12. Gruppe, Nr. 201–235: Mitglieder von Kantonsausschüssen
- 13.–14. Gruppe, Nr. 236–263
- 15. Gruppe, Nr. 264: Philipp Keller, Kommandant einer Schützenkompanie[5]
- 16.–20. Gruppe, Nr. 265–308: Teilnehmer am Steinfelder Zug[6]
- 21.–24. Gruppe, Nr. 309–333: Teilnehmer am Gossersweiler Zug[7]

## Gerichtsverfahren
Die pfälzische Justiz wies über 200 Personen in Untersuchungshaft ein. Spezial- und Schwurgerichtsverfahren wurden 1851 gegen 335 Angeklagte aus Anklag-Akte und Urteil eröffnet. Über 150 der Konsorten wurden in Abwesenheit und vier im Gerichtssaal zum Tode verurteilt. Keines dieser Urteile wird vollstreckt. In Baden sprachen dagegen die Standgerichte 93 Strafurteile aus, 27 Todesurteile wurden rasch vollzogen.
Angehörige des bayerischen Militärs finden sich nicht in der Anklag-Akte. In der Pfalz wurde ein Deserteur und Revolutionär vom Kriegsgericht zum Tode verurteilt und am 11. März 1850 in Landau erschossen: Graf Theodor Fugger von Glött. Dem ebenfalls zum Tode verurteilten Junker Henrich Jacob von Fach gelang dagegen die Flucht aus dem Gefängnis.

## Sonstiges
Der zum Tode verurteilte Theodor Römer (1823–1866), 1847 Gründer des Turnvereins Zweibrücken und 1849 Hauptmann der Pfälzischen Volkswehr, bezeichnete die Anklag-Akte als „eine der gemeinsten Schmähschriften“. Römer war nach seiner Flucht Gymnasialprofessor in Frankreich.
Ludwig Schmitt wurde nach Abschluss der Verfahren 1852 selbst Generalstaatsprokurator der Pfalz und erhielt 1854 den persönlichen Adelstitel.